# Elezioni legislative in Palestina del 2006
Le elezioni legislative palestinesi del 2006 si sono svolte nell'Autorità Nazionale Palestinese il 25 gennaio.

## Contesto

### Quadro politico
Le elezioni per il rinnovo del Consiglio legislativo palestinese, attese da ben 10 anni e più volte rinviate per via dell'occupazione israeliana, sono state ulteriormente rinviate nel corso del 2005, sempre adducendo come motivazione l'occupazione israeliana e problemi organizzativi. Tali giustificazioni però, secondo molti osservatori, nascondevano la paura di una sconfitta del partito al potere, al-Fath, da parte del movimento islamista armato Hamas, in forte crescita nelle elezioni municipali tenute nel corso del 2005. Questa eventualità era temuta anche da buona parte della comunità internazionale, in particolare da Israele, dai paesi occidentali e dagli stati arabi filo-occidentali, in quanto Hamas usa tra i suoi strumenti di lotta il terrorismo e propugna la distruzione dello Stato di Israele, anche se nel 2005 aveva sottoscritto una tregua, mediata dal presidente Abu Mazen, tra Israele e le fazioni armate palestinesi.
Al-Fath, del resto, viveva da qualche anno un periodo di crisi. Ormai da decenni questo partito era predominante tra i palestinesi, sia ai vertici dell'OLP, che al governo dell'Autorità Nazionale Palestinese fin dalla sua fondazione nel 1994 e con propri membri ben inseriti a tutti i livelli della pubblica amministrazione e della burocrazia nei territori occupati. Perciò molti palestinesi ritenevano al-Fath il principale responsabile della diffusa corruzione. Molti osservatori internazionali ritengono che l'ascesa di Hamas fosse dovuta anche ad un sentimento di protesta dell'opinione pubblica verso i quadri dirigenti tradizionali palestinesi, legati all'OLP, oltre che alla maggior intransigenza di Hamas nei rapporti con Israele e alla diffusa disillusione nei confronti di un processo di pace ormai in stallo da anni. In quest'ottica era interpretato anche il crescente successo dei movimenti legati all'ala giovanile e più radicale di al-Fath, legata alla figura di Marwan Barghuthi, al tempo in carcere in Israele, e al movimento armato Brigata dei Martiri di al-Aqsa, responsabile di attacchi terroristici e militari contro Israele. Questa fazione, che accusava a sua volta di corruzione e cattiva amministrazione la vecchia guardia di Fatah, non riconoscendo la validità del risultato delle primarie interne al movimento, intendeva presentare una propria lista alle elezioni del Consiglio legislativo, “Al-Mustaqbal” (“il Futuro”), ma una mediazione in extremis aveva scongiurato una divisione che avrebbe dato un duro colpo a Fatah. I capi delle due fazioni si erano accordati per una lista che lasciasse più spazio ai “giovani” di Fatah, con Marwan Barghuthi come capolista, mentre il premier Abu Ala, rappresentante della vecchia guardia, si ritirava.
Le elezioni sono state boicottate dal movimento politico Jihad Islamica, che non ha sottoscritto la tregua israelo-palestinese del 2005, continuando gli attentati suicidi e gli attacchi. La tregua è stata invece sottoscritta da Hamas.

### Elettori
Al voto erano chiamati circa un milione e 400.000 palestinesi di Gaza, Cisgiordania e Gerusalemme est; a questi ultimi è stato permesso di votare dopo un lungo tergiversare da parte degli israeliani. Per Israele infatti, Gerusalemme est fa parte integrante dello Stato e della capitale Gerusalemme, mentre i palestinesi la reclamano a loro volta come capitale e come parte integrante del territorio sotto l'Autorità Nazionale Palestinese, poiché fa parte dei territori occupati durante la “Guerra dei sei giorni” del 1967. Lo stesso presidente palestinese Abu Mazen minacciava di non permettere lo svolgimento delle elezioni se non veniva consentito di votare agli abitanti di Gerusalemme est. Come compromesso è stato consentito di votare ai palestinesi in seggi speciali fuori dai confini di Gerusalemme, in Cisgiordania, mentre una minoranza ha potuto votare negli uffici postali; i partiti palestinesi, e in particolare Hamas, non potevano svolgere propaganda elettorale a Gerusalemme est.
Non hanno potuto votare a queste elezioni, come alle precedenti consultazioni per l'Autorità Nazionale Palestinese, i palestinesi profughi negli altri paesi arabi.

### Legge elettorale
Nel precedente Consiglio legislativo, eletto il 20 gennaio 1996, i membri erano 88, 55 dei quali appartenevano ad al-Fath (più 7 indipendenti ad esso alleati). In quello eletto nel 2006 i consiglieri sono stati aumentati a 132. Di questi, 66 sono stati eletti con il sistema proporzionale in una circoscrizione unica (distribuzione seggi con metodo Sainte Lague), con sbarramento al 2%, mentre altri 66 venivano eletti in distretti elettorali con numero di candidati variabile (da 1 a 9) a seconda della popolazione, con quote riservate ai cristiani (in totale almeno 6) in alcuni distretti. Nei distretti elettorali si votavano direttamente i singoli candidati, esprimendo tanti voti quanti erano i candidati eleggibili nel distretto. Ad esempio, nel distretto di Gerico si poteva esprimere un voto e pertanto l'elezione si riduceva ad un sistema uninominale semplice, mentre ad Hebron, dove si eleggevano 9 consiglieri, si potevano esprimere 9 preferenze.

## Esito
Mentre i primi exit poll e le proiezioni della serata del 25 gennaio 2006 indicavano una maggioranza relativa di seggi ad al-Fath, i risultati diffusi nella mattinata del 26 gennaio smentivano  questi dati e mostravano una vittoria della lista dominata da Hamas, tanto che il premier Ahmed Qurei, appartenente a Fatah, si dimetteva e affermava che da quel momento doveva governare Hamas; al presidente Mahmud Abbas, anche lui appartenente ad al-Fath, non rimaneva che accettare le dimissioni del suo primo ministro. Nel frattempo si succedevano le reazioni negative da parte di Israele, Stati Uniti, Unione Europea e molti altri paesi, mentre il movimento islamico Hamas riceveva i complimenti del governo iraniano. Al-Fath si riuniva e decideva di non partecipare ad un governo con i rivali.
Nella serata del 26 gennaio 2006 venivano infine diffusi i primi risultati ufficiali del preliminari, dai quali emergeva che Hamas aveva ottenuto la maggioranza relativa dei voti e la maggioranza assoluta al Consiglio legislativo palestinese.
I risultati definitivi confermarono sostanzialmente questo quadro: Hamas ottenne la maggioranza assoluta dei consiglieri, con 74 seggi, la maggior parte dei quali conquistati nei distretti (45), prevalendo su Fath anche dove il partito egemone era in testa nel voto proporzionale. Questo scostamento avveniva in particolare nei distretti di Betlemme, Tubas, Deir al-Balah, Khan Younis, e in parte anche a Jenin.
Hamas ottenne un ottimo risultato anche nei distretti di Gaza, dove su 24 seggi ne otteneva 15 (6 a Fath e 3 a indipendenti), e in Cisgiordania e Gerusalemme est, dove su 42 seggi ne aveva guadagnati 30 (11 a Fath e 1 ad un indipendente).
Il 29 marzo 2006 il nuovo governo, presieduto da Ismail Hanyeh, esponente di Hamas, giurava davanti al parlamento palestinese. Del nuovo governo facevano parte solo esponenti di Hamas e simpatizzanti, con Fath all’opposizione.

## Risultati
| Liste | Proporzionale | Proporzionale | Totale seggi |
| Liste | Voti          | %             | Totale seggi |
| --- | ------------- | ------------- | ------------ |
| Lista Cambiamento e Riforma (Hamas) | 440.409       | 44,45         | 74 (29+45)   |
| Fatah | 410.554       | 41,43         | 45 (28+17)   |
| Lista del Martire Abu Ali Mustafa (Fronte Popolare per la Liberazione della Palestina)                                                                                   | 42.101        | 4,25          | 3 (3+0)      |
| L'Alternativa (Coalizione formata da Fronte Democratico per la Liberazione della Palestina, Partito Popolare Palestinese, Unione Democratica Palestinese e indipendenti) | 28.973        | 2,92          | 2 (2+0)      |
| Palestina Indipendente (Iniziativa Nazionale Palestinese) | 26.909        | 2,72          | 2 (2+0)      |
| La Terza Via | 23.862        | 2,41          | 2 (2+0)      |
| Indipendenti | -             | -             | 4 (0+4)      |
| Libertà e Giustizia Sociale (Fronte di Lotta Popolare Palestinese) | 7.127         | 0,72          | 0 (0+0)      |
| Libertà e Indipendenza (Fronte Arabo Palestinese) | 4.398         | 0,44          | 0 (0+0)      |
| Lista del Martire Abu al-Abbas (Fronte per la Liberazione della Palestina)                                                                                               | 3.011         | 0,30          | 0 (0+0)      |
| Coalizione Nazionale per la Giustizia e la Democrazia (Wa'ad) | 1.806         | 0,18          | 0 (0+0)      |
| Lista Giustizia Palestinese | 1.723         | 0,17          | 0 (0+0)      |
| Totale | 990.873       | 100.0%        | 132 (66/66)  |
| Schede bianche | 21.687        |               |              |
| Schede nulle | 29.864        |               |              |
| Totale (affluenza: 74,6%) | 1.042.424     |               |              |